# Félix Molinari
Pour les articles homonymes, voir Molinari.
Félix Molinari, né et mort à Lyon (30 novembre 1930 - 9 février 2011), est un auteur de bande dessinée français.

## Biographie
Félix Molinari naît dans une famille de migrants italiens ayant fui le régime de Benito Mussolini. Il commence à dessiner dans son enfance et troque son travail contre des tickets d'approvisionnement. Après la Seconde Guerre mondiale, il entre aux Beaux-Arts de Lyon. Il est fortement influencé par Milton Caniff et Marijac, en particulier la narration Tonnerre sur le Pacifique.
Sa carrière professionnelle commence en 1947 lorsqu’il entre comme pigiste aux éditions du Siècle. Il y publie diverses histoires pour les petites formats, d’abord de manière anonyme pour Tom'X, puis il signe ses premières bandes dessinées : La Caravane héroïque, L’Aigle des mers et Le Cavalier miracle. Robert Bagage, directeur des éditions, est son mentor.
En février 1948, il crée sa série la plus connue, Garry, toujours aux éditions du Siècle qui, en 1951, prennent le nom d’Impéria. Cette série met en scène le sergent Garry dans le cadre de la guerre du Pacifique. Les premiers scénarios s’inspirent de faits réels et sont scénarisés par Robert Bagage. De 1948 à 1971, il dessine plus de 200 histoires de 10 à 60 planches.
De 1958 à 1986, sur des scénarios de Schwarz, il crée les aventures de Super Boy toujours pour les éditions Impéria. De 1972 à 1980, il anime les exploits des Tigres volants dans le magazine Tora. Il met parfois en parenthèse sa carrière de dessinateur pour réaliser uniquement des couvertures pour les récits complets et les petits formats. Il est également un des dirigeants des éditions Impéria, membre du comité avec le scénariste M. J. Guillet. Molinari se lance ensuite dans la bande dessinée sur le football.
À la fin des années 1980, Impéria disparaît et Molinari se consacre aux dessins publicitaires, ainsi qu'à l'illustration d'emballages pour les industriels fabricants de jouets (en particulier pour les maquettes).
En 1992, il revient à la bande dessinée pour les éditions Soleil avec Les Héritiers d’Orphée. Puis de 1994 à 2000, il anime de nouvelles aventures des Tigres volants tout en reprenant en parallèle la série Les Survivants de l’Atlantique. Enfin, il crée Le Dernier kamikaze. Il participe très régulièrement au festival de la BD à Brignais ainsi que dans de nombreux festivals à travers la France, Strasbourg, Damparis, ou au festival de bande dessinée de Lexy où il est l'invité d'honneur en 2005.
Il meurt le 9 février 2011 à l'âge de 80 ans.

## Œuvres

### Séries en petits formats
- Garry.
- Super Boy.
- Les Tigres volants.
- Marouf

### Séries en albums cartonnés
- Les Héritiers d'Orphée (2 tomes, scénario Aubert).
- Les Survivants de l'Atlantique (6 tomes, scénario Jean-Yves Mitton à partir du tome 4).
- Les  Tigres volants (5 tomes, scénario Richard D. Nolane).
- Le Dernier kamikaze (2 tomes, scénario Jean-Yves Mitton).